# Manovo-Gounda Saint Floris
Manovo-Gounda Saint Floris je národní park ve Středoafrické republice v prefektuře Bamingui-Bangoran poblíž hranice s Čadem. V parku žijí rozmanité druhy živočichů jako jsou sloni, gepardi, leopardi, buvoli afričtí, gazely rezavočelé nebo nosorožci dvourozí.
V roce 1988 byl park zařazen na seznam světového dědictví UNESCO, od roku 1997 je veden i na seznamu světového dědictví v ohrožení.